# Guardia repubblicana siriana
La Guardia Repubblicana siriana (in arabo الحرس الجمهوري‎?, al-Ḥaras al-Jamhūriyy) conosciuta anche come Guardia Presidenziale è una forza d'élite delle Forze armate siriane il cui principale compito è la protezione della capitale Damasco da qualsiasi minaccia esterna o interna, l'unità è l'unica forza militare siriana a cui 
era permesso l'accesso alla capitale prima dello scoppio della guerra civile.

## Storia
La guardia repubblicana è stata formata nel 1976 quando diversi gruppi paramilitari palestinesi lanciarono attacchi ad alcuni ufficiali siriani. Il maggior generale Adnan Makhlouf, cugino di Anīsa Makhlūf, moglie di Hafiz al-Asad, comandò la guardia repubblicana dal 1976 al 1995. La guardia repubblicana è utilizzata soprattutto per proteggere i più importanti funzionari dal qualsiasi minaccia esterna e interna e per controbilanciare la potenza di altre potenti forze dell'esercito regolare siriano vicine alla capitale quali ad esempio la 4ª Divisione meccanizzata, la 3ª Divisione corazzata e la 14ª Divisione aviotrasportata delle forze speciali. Diversi membri della famiglia Assad hanno prestato servizio nella guardia repubblicana come ad esempio l'ex presidente Bashar al-Assad che deteneva il grado di colonnello e comandava una brigata e anche suo fratello minore Maher era un generale nella guardia repubblicana.
All'inizio della Guerra civile la Guardia repubblicana disponeva di tre brigate meccanizzate e due reggimenti di sicurezza. Complessivamente la forza della Guardia repubblicana e paragonabile a quella di una divisione di fanteria meccanizzata convenzionale però come la 4ª divisione corazzata è equipaggiata con i migliori armamenti e mantiene una grande forza.

## Ordine di battaglia (2021)
- 30ª Divisione[4][5]
  - 124ª Brigata fanteria
  - 18ª Brigata meccanizzata
  - 106ª Brigata meccanizzata
  - 47º Reggimento forze speciali
- 105ª Brigata meccanizzata
- 124ª Brigata forze speciali
- 107º Reggimento
- 108º Reggimento
- 109º Reggimento
- 101º Reggimento aviotrasportato
- 102º Reggimento aviotrasportato
- 100º Reggimento artiglieria

## Comandanti
- Maggior generale Adnan Makhlouf (1976 - 1995)
- Ali Mahmud Hasan (1995 - ?)
- Maggior generale Issam Zahreddine (20?? - 2017) †
- Maggior generale Malik Aliaa (2021 - 20??)[6]
- Brigadier generale Abdul Rahman al-Katib (2025 - in carica)[7]